# 대한민국 형사소송법 제43조
대한민국 형사소송법 제43조는 재판의 선고, 고지의 방식에 대한 형사소송법의 조문이다.

## 조문
제43조(동전) 재판의 선고 또는 고지는 재판장이 한다. 판결을 선고함에는 주문을 낭독하고 이유의 요지를 설명하여야 한다.

第43條(同前)裁判의 宣告 또는 告知는 裁判長이 한다. 判決을 宣告함에는 主文을 朗讀하고 理由의 要旨를 說明하여야 한다.

## 참고 문헌
- 손동권 신이철, 새로운 형사소송법(초판, 2013), 세창, 2013. ISBN 9788984114081
- 신이철, 신형사소송법의 쟁점(2011)(개정판 7판), 유스티니아누스, 2010. ISBN 9788959460205